# Hampton Falls
Hampton Falls és una població dels Estats Units a l'estat de Nou Hampshire. Segons el cens del 2007 tenia 2.095 habitants.

## Demografia
Segons el cens del 2000, Hampton Falls tenia 1.890 habitants, 704 habitatges, i 546 famílies. La densitat de població era de 59,4 habitants per km².
Dels 704 habitatges en un 34,7% hi vivien nens de menys de 18 anys, en un 70,5% hi vivien parelles casades, en un 5,1% dones solteres, i en un 22,4% no eren unitats familiars. En el 16,5% dels habitatges hi vivien persones soles el 7,8% de les quals corresponia a persones de 65 anys o més que vivien soles. El nombre mitjà de persones vivint en cada habitatge era de 2,67 i el nombre mitjà de persones que vivien en cada família era de 3,03.
Per edats la població es repartia de la següent manera: un 25,7% tenia menys de 18 anys, un 4% entre 18 i 24, un 27,1% entre 25 i 44, un 30,4% de 45 a 60 i un 12,8% 65 anys o més.
L'edat mediana era de 42 anys. Per cada 100 dones de 18 o més anys hi havia 96,3 homes.
La renda mediana per habitatge era de 76.348$ i la renda mediana per família de 86.229$. Els homes tenien una renda mediana de 60.250$ mentre que les dones 36.750$. La renda per capita de la població era de 35.060$. Entorn del 2,2% de les famílies i el 2,9% de la població estaven per davall del llindar de pobresa.